# جين جرير
جين جرير (بالإنجليزية: Jane Greer)‏ هي مغنية وموسيقية وممثلة أمريكية، ولدت في 9 سبتمبر 1924 بواشنطن العاصمة في الولايات المتحدة، وتوفيت في 24 أغسطس 2001 بلوس أنجلوس في الولايات المتحدة بسبب سرطان.

## وصلات خارجية
- جين جرير على موقع IMDb (الإنجليزية)
- جين جرير على موقع ألو سيني (الفرنسية)
- جين جرير على موقع تيرنر كلاسيك موفيز (الإنجليزية)
- جين جرير على موقع أول موفي (الإنجليزية)
- جين جرير على موقع قاعدة بيانات الأفلام السويدية (السويدية)
- جين جرير على موقع إن إن دي بي (الإنجليزية)
- جين جرير على موقع قاعدة بيانات الفيلم (الإنجليزية)
- جين جرير على موقع كينوبويسك (الروسية)